# Korálovka pruhovaná
Korálovka pruhovaná (Lampropeltis getula) je had z čeledi užovkovití. Žije v Severní Americe na území USA a Mexika. Obývá různé biotopy jako jsou borové lesy, stepi, okraje bažin a říční koryta. Živí se jak drobnými savci tak i hady a to včetně jedovatých druhů. Korálovka pruhovaná je oblíbená u chovatelů, jak pro nenáročný chov tak pro atraktivní zbarvení. Zbarvení korálovky je vždy černé s pruhy či skvrnami jiné barvy, nebo celé černé (Lampropeltis getula nigrita).

## Poddruhy
Korálovka pruhovaná má devět poddruhů lišících se kresbou.
Lampropeltis getula californiae - korálovka pruhovaná kalifornská
- Lampropeltis getula catalinensis – korálovka pruhovaná catalinská
- Lampropeltis getula floridana – korálovka pruhovaná floridská
- Lampropeltis getula getula – korálovka pruhovaná královská
- Lampropeltis getula goini
- Lampropeltis getula meansi
- Lampropeltis getula nigrita – korálovka pruhovaná černá
- Lampropeltis getula splendida – korálovka pruhovaná pouštní
- Lampropeltis getula sticticeps